# Agoma nigriventris
Agoma nigriventris är en fjärilsart som beskrevs av Jordan 1913. Agoma nigriventris ingår i släktet Agoma och familjen nattflyn. Inga underarter finns listade i Catalogue of Life.